# Вилдана Селимбеговић
Вилдана Селимбеговић (Травник, 27. јул 1963), босанскохерцеговачка је новинарка, главна и одговорна уредница Ослобођења.

## Биографија
Вилдана Селимбеговић је рођена у Травнику 1963. године. У родном граду је је завршила основну школу и класичну гимназију. Студиј новинарства на Факултету политичких наука у Сарајеву завршава почетком 1987. године. Новинарску каријеру започиње у сарајевским Вечерњим новинама 1989. године. У почетку је радила у Сарајевској хроници, а након тога је почела извештавати за унутрашњо-политичку рубрику. Била је најмлађа новинарка у рубрици. Наредних годину и по дана пратила је штрајкове синдиката.
Од почетка рата у Босни и Херцеговини, за Вечерње новине извештавала је са првих линија фронта Армије РБиХ. У том периоду направила је око 1.000 извештаја са терена са подручја целе Босне и Херцеговине. Током 1997. године, као новинарка часописа Дани, објављивала је одломке из тајних судских протокола са процеса из 1994. године, у којима оптужени детаљно описују брутална убиства на Казанима. Због тога је на улици и телефоном добивала претње смрћу. Бомба је експлодирала пред редакцијом Дана. Својим деловањем и залагањем, увелико је допринела меморизацији злочина на Казанима. Једна је од иницијаторица подизања спомен-обележја на том локалитету.
Од 1994. до 2008. радила је у часопису Дани, где је била уредница, помоћница главног и одговорног уредника, заменица главног и одговорног уредника, извршна уредница, заменица директора, а у два наврата и главна и одговорна уредница (2000-2003. и 2005-2008). Као главна и одговорна уредница овог часописа, била је прва жена на тој позицији у неком медију од независности Босне и Херцеговине. Од октобра 2008. године, Селимбеговић је главна и одговорна уредница Ослобођења, најстаријег дневног листа у Босни и Херцеговини.
За свој професионалан рад и ангажман у два наврата проглашавана је новинарком године у избору Жене 21 (1997. и 2001). Године 1998. од Европске уније и Владе Сједињених Држава награђена је признањем за допринос развоју демократије и поштовања људских права. Године 2015. је награђена у Сједињеним Државама признањем SAIS-а за истраживачко новинарство. Године 2017. од италијанског  Giavere примила је награду за допринос поштовању људских права. Исте године проглашена је и новинарком године у Босни и Херцеговини.
Живи и делује у Сарајеву.